# Speicher (Königsberg)

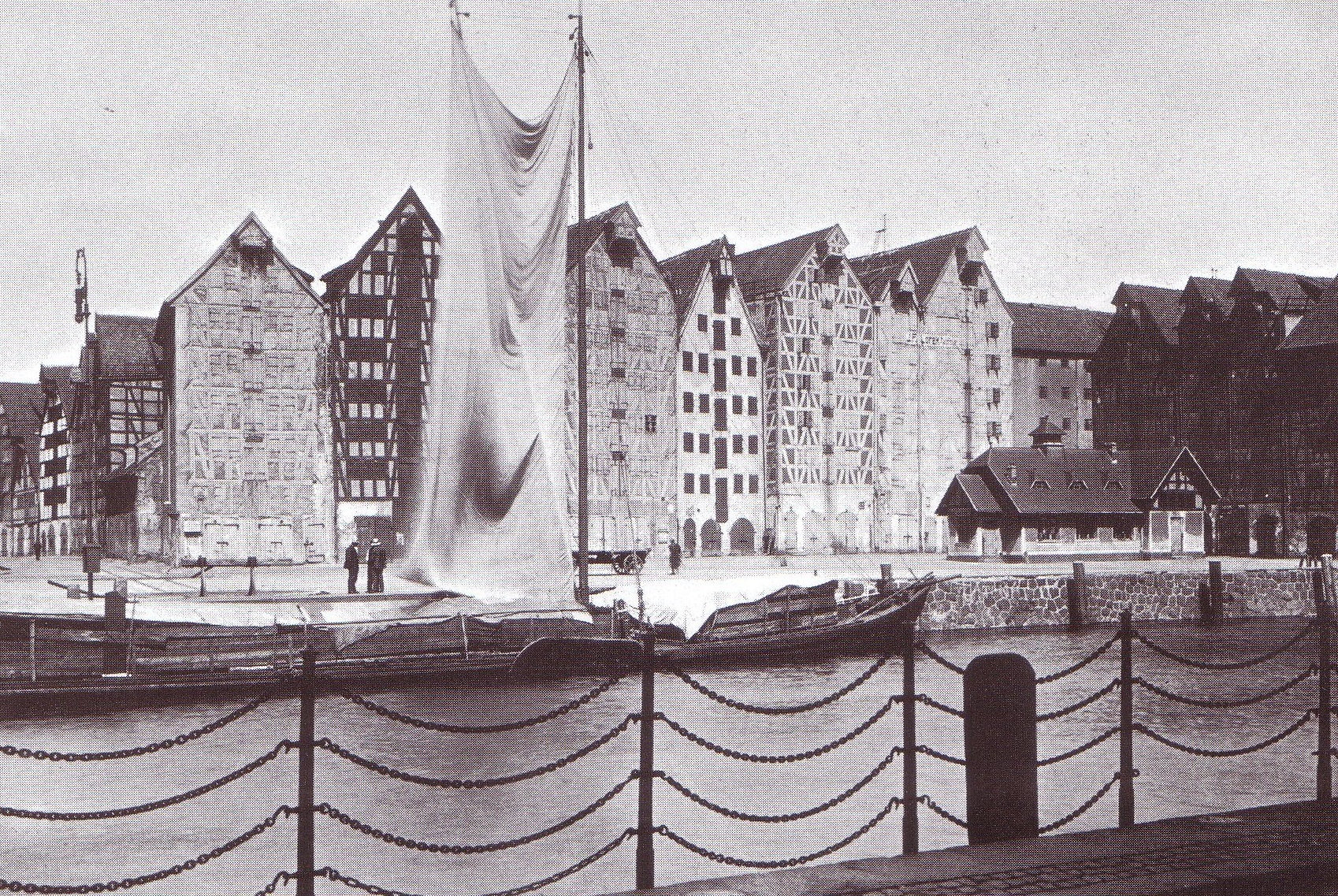
Altstädtische Speicher

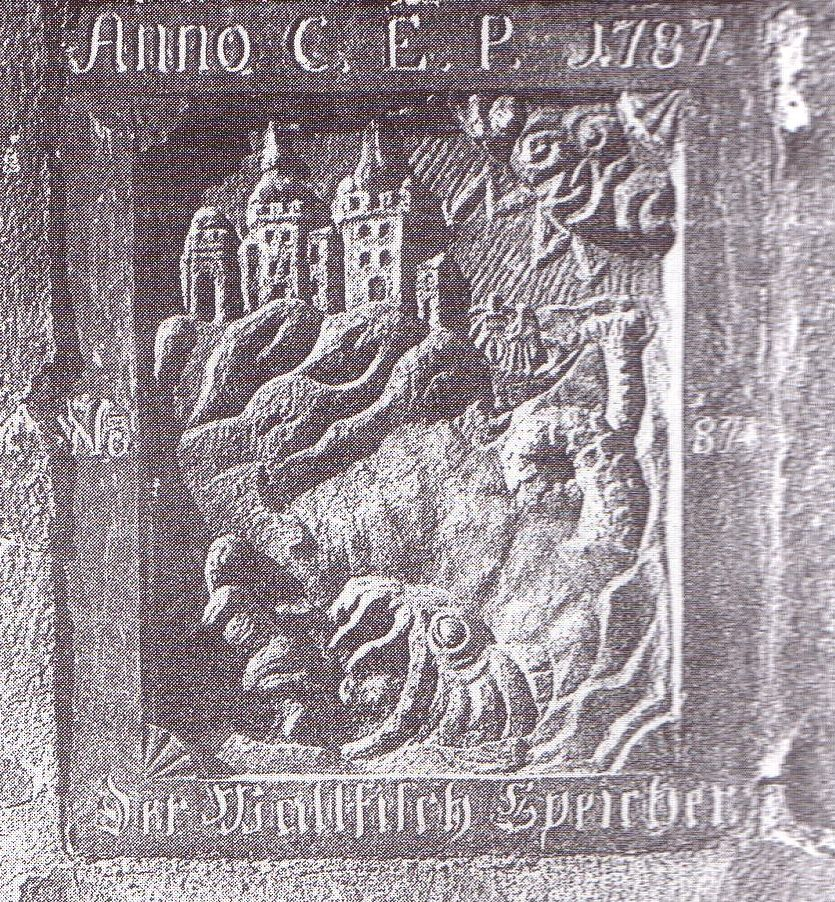
Marke des Wallfisch-Speichers (1787)

Die Königsberger Speicher waren Lagerhäuser in Königsberg (Preußen).

## Lage
Bis 1724 eigenständig, hatten die Städte Altstadt, Kneiphof und Löbenicht eigene Speicherviertel. Altstadt besaß zunächst Speicher auf der Laak, nach dem Bau der Holzbrücke auch am Ochsenmarkt und am Weidendamm auf der Lomse. Kneiphof hatte seine Speichervorstadt von der Grünen Brücke bis zur Klapperwiese. Löbenichts Speicherviertel auf dem Anger war klein, blieb aber zum Teil bis 1944/45 erhalten.
Alle Speicher hatten Namen und oft schöne, von Steinmetzen gefertigte Speichermarken: Pelikan (1670), Schäferspeicher (1717), Greif (1728), Hirsch (1741), Großer Friedrich, Pax (1777), Walfisch, Kasten Noä, Weintraubenspeicher und andere. Friedrich Saturgus und sein Bruder besaßen 20 Speicher. Südlich des Pregels baute Friedrich Schwink den Schwan (1670), Storch und Kranich.
Von den häufigen Bränden verschont blieben nur die Speicher „Hengst“ und „Bulle“ an der Altstädtischen Lastadie. Vom Hauptbahnhof Königsberg kommenden Besuchern boten sie ein „höchst eindrucksvolles Stadtbild“.